# Conflicto de versiones (informática)
En computación y más específicamente en programación, un conflicto de versiones es un problema que en la gran mayoría de los casos deriva del uso de bibliotecas, aunque también puede ocurrir con programas o drivers. Las bibliotecas son un conjunto de código, compilado o no, que puede estar compartido entre varias aplicaciones. En Windows y Linux están muy extendidas, aunque son utilizadas en prácticamente todos los sistemas operativos. 
Un programa, al ser instalado, copia al disco duro todos los archivos externos que necesita, como imágenes, archivos de ayuda y bibliotecas.
El problema radica en que si dicha biblioteca ya existía en el disco, el instalador la podría sobrescribir con otra versión y los programas que usasen la versión antigua de la biblioteca podrían no funcionar correctamente. El problema es más grave si las bibliotecas son utilizadas por el sistema operativo. En este caso, el ordenador podría dejar de funcionar.
En Linux los efectos de éstos problemas son, al menos en teoría, más leves. En general, si existen dependencias y/o conflictos en una versión de un paquete éste lo detecta y no permite al usuario continuar con la instalación.

## Síntomas
Un problema derivado de un conflicto de versiones se traduce en:
- Aplicaciones que no se inician correctamente
- Dispositivos (hardware) que no funcionan correctamente (en este caso, el conflicto sería con un driver)
- Aplicaciones que advierten de la no existencia de un archivo cuando éste existe
- Determinadas funciones u opciones de programas que no funcionan como deberían

## Solución del problema
En los sistemas de Microsoft, Windows 95, y siguientes, se debe proceder a eliminarla mediante el uso de la herramienta "Agregar o quitar programas" o buscar una entrada para la desinstalación en el grupo "Programas" del menú Inicio. También existe un programa de Microsoft que pretende ayudar en esta tarea, llamado Administrador de conflicto de versiones (véase enlaces externos) Si se trata de programas para Windows 3.1/3.11 no existe una manera directa de desinstalarlo, a menos que se hayan monitorizado los cambios durante la instalación. En Mac OS es mucho más sencillo, basta con arrastrar el programa a la papelera (aunque tiene el inconveniente de no tener una lista de programas instalados) y en Linux, depende directamente de la distribución que se esté usando.